# 米川文子
米川 文子（よねかわ ふみこ）は、地歌・生田流箏曲家の名跡。当代は二代目。

## 初代
（1894年6月15日 - 1995年5月31日）
現在の岡山県高梁市間之町生まれ。ロシア文学者・米川正夫の妹。幼い頃から箏を姉の暉寿（てるじゅ）に学び、1905年、上京、三味線を小井出といに学ぶ。1936年、第一回地歌舞研究会を開催、関西の芸である地歌を東京に広めた。1966年、人間国宝、1978年、日本芸術院会員、1981年、文化功労者。二代目は初代米川文子の姪で兄・清の長女である。100歳没。墓所は多磨霊園。

### 刊行書目
- 新高砂 双調会、1954年
- 楫枕 双調会、1957年
- 越後獅子 双調会、1963年
- 竹生島 双調会、1972年
- 秋風の曲 双調会、1989年
- 黒髪・八千代獅子 双調会、1989年
- 新青柳 双調会、1990年
- 八段の調替手八段 双調会、1990年
- 八重衣 双調会、1990年
- 末の契り 双調会、1990年
- 根曳の松 双調会、1990年
- 新娘道成寺 双調会、1992年
- ほとゝぎす 双調会、1992年
- 六段の調替手雲井六段 双調会、1992年
- 松の壽・ふるさと 双調会、1992年
- 冬の曲 双調会、1992年
- 手ほどき集 双調会、1993年
- 万歳・阿蘭陀万歳・替手万歳 双調会、1997年

## 二代目
（1926年8月20日 - 2024年11月1日）
初代の兄の娘。本名は操。兵庫県神戸市の生まれ、1939年に初代の門下。1950年に文部大臣賞受賞、1993年に芸術選奨文部大臣賞、1994年に紫綬褒章受章、1999年に二代目米川文子を襲名。2000年に勲四等宝冠章受章、2008年に人間国宝認定、2013年に日本芸術院賞・恩賜賞。2024年11月1日、慢性心不全のため東京都大田区の病院で死去した。98歳没。死没日付をもって従五位に叙された。